# Ланская коммуна
Ланская коммуна (фр. La commune de Laonnais) — городская коммуна, установленная в XII веке во французском городе Лан (фр. Laon) в результате упорной борьбы горожан с сеньорами города — епископами.
Впервые город Лан добился независимости коммуны в 1109 году, откупившись значительной суммой денег от сеньора города — епископа Годри. Ланская коммуна была утверждена в 1111 году Людовиком VI, получившим от города большие деньги. Но уже в 1112 году коммунальная хартия была аннулирована королём по настоянию епископа Годри, который обещал больше денег Людовику VI, чем горожане. Это привело к восстанию горожан. Епископ Годри и его приближёные были убиты. Восстание было жестоко подавлено, но горожане продолжали борьбу. В 1128 году Ланская коммуна была восстановлена, но в процессе централизации Французского государства Ланская коммуна была отменена королём в 1331 году. Борьба города Лана за коммуну — яркая страница коммунального движения в Западной Европе.